# Шифрін Едуард Володимирович

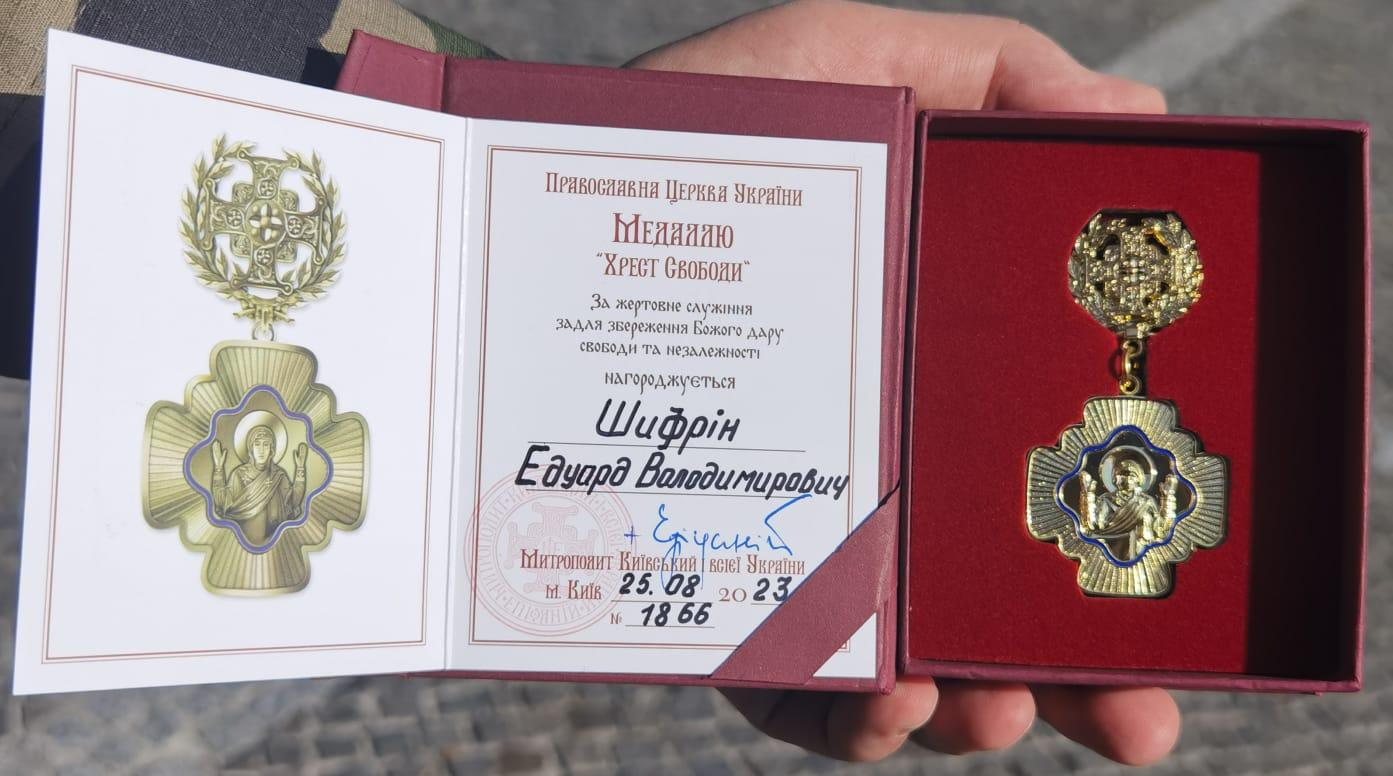
Медаль "Хрест Свободи"

Едуа́рд Володи́мирович Шифрі́н (англ. Eduard Shifrin) — підприємець, мультимільйонер єврейського походження, бізнес-партнер Алекса Шнайдера та колишній співвласник металургійного гіганта «Запоріжсталь». Після приходу до влади Януковича, в 2010 році розпродає бізнес в Україні і зосереджується на бізнесі в Росії де  у 2016 році отримує російське громадянство. В 2020 році остаточно покидає Росію. Після початку повномасштабних військових дій між Росією та Україною у 2022 році Шифрін подав заяву до російського посольства, в якій засудив агресію Росії та заявив про скасування свого російського громадянства  В своїх публікаціях в Jerusalem Post засуджує російську агресію проти України та особисто Путіна.  Оголошений в розшук владою РФ За діяльність на користь України у 2023 році нагороджений  медаллю "Хрест Свободи" Православної Церкви України.

## Життєпис
Народився 1960 року в Дніпропетровську. 1993 року зайнявся бізнесом. У минулому вів бізнес у 34 країнах світу. Всього за 8 років увійшов до числа найзаможніших людей планети. По стану на 2023 рік в листах "Форбс" відсутній.
Час від часу проживає у Монако та Лондоні, кілька років жив у Росії. У 2020 році покинув Росію назавжди. Бізнесу в Росії не має.

### Освіта і початок кар'єри
Закінчив школу з поглибленим вивченням фізики. Був переможцем республіканських олімпіад з фізики в 1976-77 роках. Після закінчення школи в 1977 році вступив до Московського інституту сталі і сплавівна фізико-хімічний факультет, який закінчив у 1983 році. . Після закінчення інституту отримав розподіл на один з гігантів радянської металургії — запорізький завод «Дніпроспецсталь», де працював протягом 10 років.
Трудову діяльність починав помічником майстра цеху. Був начальником цеху. В 90-х роках починає торгувати металом. Працював на гонконгівську торговельну фірму. Познайомився з Алексом Шнайдером, який мав у Торонто трейдерську компанію «Транс Ресурсез НВ». Шнайдер вирішив звернути увагу на вітчизняну металургійну промисловість, що прийшла в занепад. 1994 року партнери заснували офшорну компанію «Мідланд Ресурсез», яка стала одним з найбільших продавців продукції «Запоріжсталі» — четвертого за величиною сталеливарного заводу України. У 1999 році взяв участь у приватизації «Запоріжсталі» і став одним з основних її акціонерів . .

### Керівні посади
З 2004 по 2012 рік  року — голова наглядової ради ВАТ «Запоріжсталь».

Шифрін є співзасновником «Midland Group», холдингової компанії з головним офісом в Гернсі. Компанія починала з того, що купувала російське вугілля, віддавала українським сталеливарним компаніям, а натомість забирала готову сталь. До 2001 року зароблені кошти дозволили їй придбати кілька металургійних заводів, у тому числі й Запоріжсталь. Сфера інтересів компанії: сталь («Запоріжсталь»), судноплавство, нерухомість, сільське господарство, компанія володіла однією з команд «Формули-1» «Midland F1 Racing».
Група мала в Росії проекти житлової і готельної нерухомості, серед яких бізнес-центри на Арбаті «Midland Plaza», «Diamond Hall» на Олімпійському проспекті, «Південний порт» поруч з метро «Кожуховська». «Midland Group» також недовго належала частка в «Русспецсталі».
В 2008 році світова економічна криза вдарила по активах групи, у зв'язку з чим група починає розпродаж активів: нерухомості, російських металургійних активів. В 2010 році продає головний актив компанії - Комбінат "Запоріжсталь" і усі пов'язані з ним активи.
Після цього починається розподіл активів між Шифріним та Шнайдером, який остаточно завершується в 2017 році після того, як співвласники бізнесу завершили судовий процес підписанням мирової угоди. В результаті розподілу Шифрін отримує декілька об'єктів московської нерухомості, які добудовує і продає, після чого в 2020 році остаточно покидає Росію.
Після початку повномасштабних військових дій між Росією та Україною у 2022 році Шифрін подав заяву до російського посольства, в якій засудив агресію Росії та заявив про скасування свого російського громадянства.  В своїх публікаціях в Jerusalem Post засуджує російську агресію проти України та особисто Путіна.  Оголошений в розшук владою РФ

### Благодійність
Здійснює активне фінансове сприяння в реалізації общинних програм.
В 2003-5 роках фінансував реконструкцію найстаршої синагоги Києва та Єврейський освітній центр, присвячений пам'яті його покійного батька. Був також одним з спонсорів реконструкції синагог в Запоріжжі, Москві та Волгограді.
В минулому Віце-президент Єврейської Конфедерації України
Обіймав посаду регіонального віце-президента World Jewish Congress до 2016 року. 
Після початку повномасштабної агресії Росії проти України в 2022 році Шифрін та члени його родини перераховували кошти українським організаціям на допомогу людям в зонах бойових дій та зонах ризику. включно з Британською World Jewish Relief. Нагороджений медаллю "Хрест Свободи" Православної Церкви України.
В травні 2025 року був обраний Віце-президентом  World Jewish Congress від України 

### Кар'єра письменника
В 2006 році разом із своїм батьком і групою авторів видає книгу "Теорія металургійних процесів".
В 2018 році книга Шифріна "Від нескінченності до Людини: Базові ідеї Каббали в рамках теорії інформації та квантової фізики" була опублікована російською., а в 2019 році - англійською мовами.
В 2019 році побачила світ його дитяча книга Travels with Sushi in the Land of the Mind . В 2020 році книга стала Фаворитом премії незалежної преси в розділі "Художня література для неповнолітніх".
Головний спонсор Jewish Book Week в Великобританії.
Шифрін є автором теорії "Каббала Інформації". Регулярно публікує статті на цю тему в The Jerusalem Post.

### Кар'єра музиканта
У 2022/23 роках Шифрін написав 12 джаз-рок-блюзових композицій (музика і слова) і записав їх у Парижі в рамках проекту Shyfrin Alliance. Вони об'єднані в альбомі Upside up Blues Album. У 9 композиціях Шифрін співає сам. Три сингли Whiskey Blues, The Cage і Unconditional були випущені на Spotify, Apple Music, Amazon Music і радіостанціях США і Великобританії, відеокліпи вийшли на YouTube, Facebook, Tic Tok. 

### Регалії
- В 1999 році лауреат Державної премії України в галузі науки і техніки (разом з іншими авторами підручника «Теорія металургійніх процесів»)[10].
- Член опікунської ради Київської Міської Єврейської Громади (КМЕГ)[2][10].
- Лауреат премії Київської Міської Єврейської Общини 2000 року в номінації «Меценат»[2][10].
- Співголова Євро-Азіатського Єврейського Конгресу.
- Президент торгово-промислової палати «Україна-Ізраїль».

## Сім'я
- Одружений, має трьох дітей.